# Kisbiccse

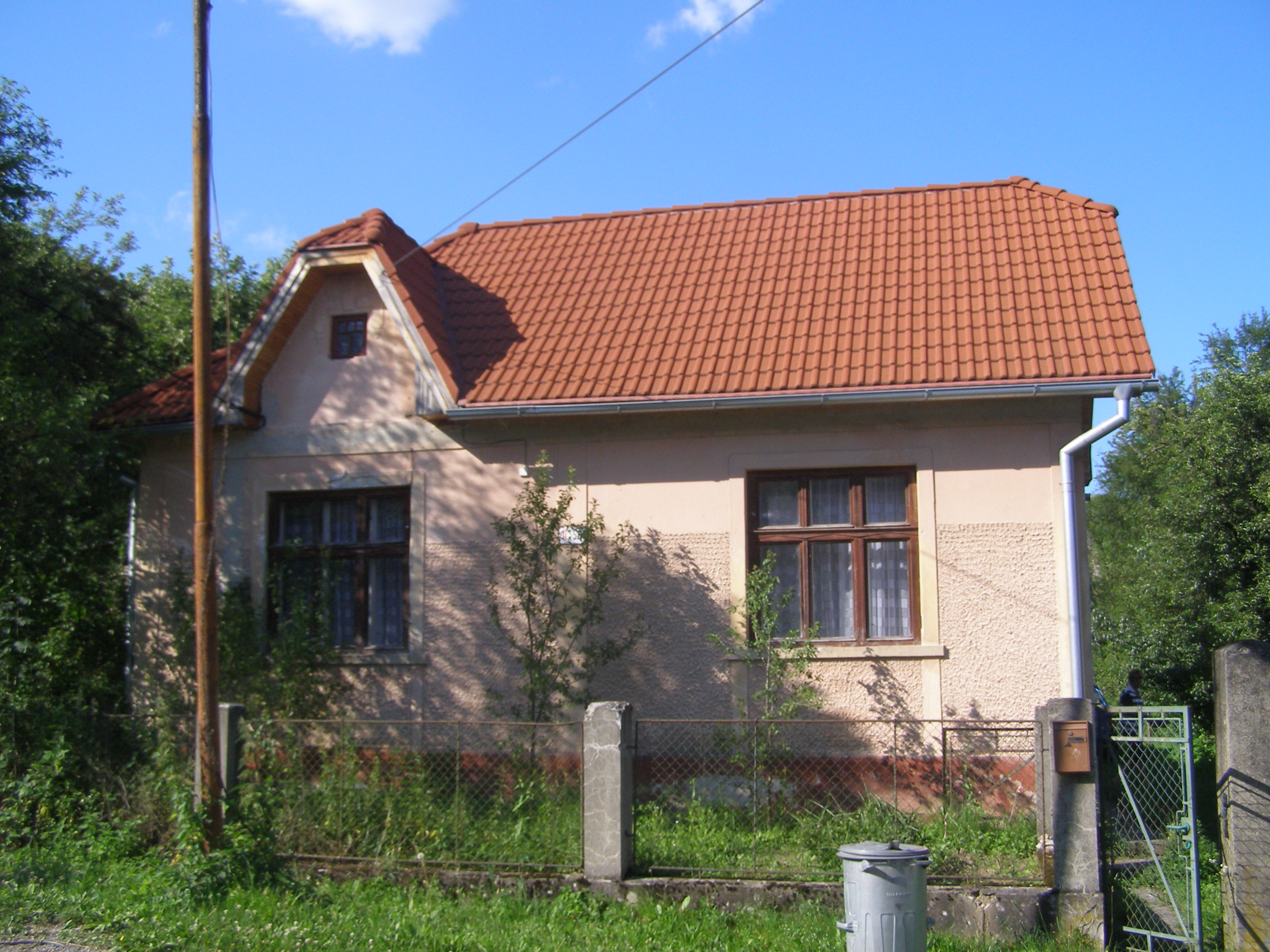

Kisbiccse (szlovákul Malá Bytča) Nagybiccse város része, egykor önálló község Szlovákiában, a Zsolnai kerület Nagybiccsei járásában.

## Fekvése
Nagybiccsétől 3 km-re délnyugatra, a Vág jobb partján fekszik.

## Története

### Benyó
A falut 1448-ban „Benew”, 1598-ban „Beniow” néven említik, ekkor 5 háza volt. A Benyovszky és az Urbanovszky családok birtokában állt. 1784-ben 12 háza és 63 lakosa volt.
A 18. század végén Vályi András így ír róla: „BENYOV. Tót falu Trentsén Vármegyében, lakosai katolikusok, fekszik Miksófalvához 1/4. mértföldnyire, termésbéli tulajdonságaira nézve, hasonlít Felső Vanditshoz, második Osztálybéli.”
1828-ban 10 háza és 117 lakosa volt.
Fényes Elek 1851-ben kiadott geográfiai szótárában így ír a faluról: „Benyov, vagy Urbanov, tót falu, Trencsén vgyében, a Vágh jobb partja mellett: 99 kath., 5 evang., 4 zsidó lak., kicsiny de termékeny határral. F. u. többen. Ut. p. Trencsén.”
1890-ben 73 szlovák anyanyelvű lakta. 1899-ben csatolták Miksófalvához.

### Miksófalva
1526-ban említik először „Miksófalva” néven. A Marsovszky család birtokában állt. 1598-ban 18 háza volt. 1773-ban „Miksova” néven említik. 1828-ban 43 háza és 239 lakosa volt.
Fényes Elek 1851-ben kiadott geográfiai szótárában így ír a faluról: „Miksova, tót falu, Trencsén vgyében, a Vágh jobb partján. Számlál 229 kath., 3 zsidó lak. Fürész-malom. F. u. többen. Ut. p. Zsolna.”
1899-ben csatolták hozzá Benyót. 1900-ban 249 szlovák és 3 magyar anyanyelvű lakta. 1909-ben csatolták Kisbiccséhez.

### Kisbiccse
A települést 1250-ben IV. Béla király adománylevelében említik először, melyben a birtokot Fülöp bán fiainak, Istvánnak és Miklósnak adja. Ezután sokáig nem említi írott forrás, azonban nyilvánvalóan a közeli Nagybiccséhez hasonlóan az uradalom részeként a nyitrai püspökség birtoka volt. 1409-ben először említik Kisbiccse néven, 1477-ben Podmaniczky Balázs birtokaként szerepel. Egy 1525-ből származó oklevél a falu bíráját és több lakóját is név szerint sorolja fel. A 18. században lakói főként mezőgazdaságból éltek. Az 1770. évi urbárium szerint 45 parasztcsalád élt itt.
A 18. század végén Vályi András így ír róla: „Kis Bicse. Tót falu Trentsén Vármegyében, lakosai katolikusok, határja jó termékenységű, és síkos, legelője, fája elég, piatzozása is közel, első Osztálybéli.”
Fényes Elek 1851-ben kiadott geográfiai szótárában így ír a faluról: „Bicsa, (Kis), tót falu, Trencsén vgyében, a Vágh jobb partján N.-Bicséhez 1 fertály: 339 kath., lak. Földjei jó rozsot, árpát teremnek; rétjei kövérek. F. u. b. Eszterházy. Ut. post. Zsolna.”
1909-ben csatolták Miksófalvát Kisbiccséhez. A településnek 1910-ben 794, túlnyomóan szlovák lakosa volt. A trianoni békéig Trencsén vármegye Nagybiccsei járásához tartozott.
1930-ban 719 csehszlovák lakta. 1945-ben csatolták Nagybiccséhez.

## Neves személyek
- Itt született 1696-ban Juraj Postek jezsuita áldozópap.

## Külső hivatkozások
- Kisbiccse honlapja
- Kisbiccse Szlovákia térképén

## Lásd még
- Nagybiccse
- Legelővölgy
- Rabó
- Vágagyagos